# Indolestes obiri
Indolestes obiri är en trollsländeart som beskrevs av Watson 1979. Indolestes obiri ingår i släktet Indolestes och familjen glansflicksländor. Inga underarter finns listade i Catalogue of Life.